# Správní obvod obce s rozšířenou působností Hradec Králové
Správní obvod obce s rozšířenou působností Hradec Králové je od 1. ledna 2003 jedním ze dvou správních obvodů rozšířené působnosti obcí v okrese Hradec Králové v Královéhradeckém kraji. Rozšířenou přenesenou působnost státu v něm vykonává Magistrát města Hradec Králové. Správní obvod zahrnuje celkem 81 obcí, z toho pět měst (Hradec Králové, Chlumec nad Cidlinou, Nechanice, Smiřice a Třebechovice pod Orebem).
Města Hradec Králové, Chlumec nad Cidlinou, Nechanice, Smiřice a Třebechovice pod Orebem jsou obcemi s pověřeným obecním úřadem.

## Seznam obcí
Poznámka: Města jsou vyznačena tučně.
- Běleč nad Orlicí
- Benátky
- Blešno
- Boharyně
- Černilov
- Černožice
- Čistěves
- Divec
- Dobřenice
- Dohalice
- Dolní Přím
- Habřina
- Hněvčeves
- Holohlavy
- Hořiněves
- Hradec Králové
- Hrádek
- Hvozdnice
- Chlumec nad Cidlinou
- Chudeřice
- Jeníkovice
- Jílovice
- Káranice
- Klamoš
- Kosice
- Kosičky
- Kratonohy
- Kunčice
- Ledce
- Lejšovka
- Lhota pod Libčany
- Libčany
- Libníkovice
- Librantice
- Libřice
- Lišice
- Lodín
- Lochenice
- Lovčice
- Lužany
- Máslojedy
- Mokrovousy
- Mžany
- Neděliště
- Nechanice
- Nové Město
- Obědovice
- Olešnice
- Osice
- Osičky
- Písek
- Praskačka
- Předměřice nad Labem
- Převýšov
- Pšánky
- Puchlovice
- Račice nad Trotinou
- Radíkovice
- Radostov
- Roudnice
- Sadová
- Sendražice
- Skalice
- Smiřice
- Smržov
- Sovětice
- Stará Voda
- Stěžery
- Stračov
- Střezetice
- Světí
- Syrovátka
- Těchlovice
- Třebechovice pod Orebem
- Třesovice
- Urbanice
- Vrchovnice
- Všestary
- Výrava
- Vysoká nad Labem
- Vysoký Újezd

## Obyvatelstvo
| Rok  | Obyv.  | ± %     |
| ---- | ------ | ------- |
| 1869 | 76 628 | —       |
| 1880 | 87 047 | +13,6 % |
| 1890 | 87 975 | +1,1 %  |
| 1900 | 90 613 | +3 %    |
| 1910 | 98 062 | +8,2 %  |

| Rok  | Obyv.   | ± %     |
| ---- | ------- | ------- |
| 1921 | 100 081 | +2,1 %  |
| 1930 | 111 637 | +11,5 % |
| 1950 | 107 218 | −4 %    |
| 1961 | 117 352 | +9,5 %  |
| 1970 | 128 382 | +9,4 %  |

| Rok  | Obyv.   | ± %     |
| ---- | ------- | ------- |
| 1980 | 143 518 | +11,8 % |
| 1991 | 145 619 | +1,5 %  |
| 2001 | 144 125 | −1 %    |
| 2011 | 145 373 | +0,9 %  |
| 2021 | 146 003 | +0,4 %  |